# Бријеста
Бријеста је насељено место у саставу општине Стон, Дубровачко-неретванска жупанија, Република Хрватска.

## Географски положај
Насеље Бријеста се налази на десној обали полуострва Пељешцу у Малостонском заливу.
Становници Бријесте се баве риболовом и пољопривредом, а у скорије време и туризмом у кућној радиности и ауто-кампу.
Место је последњих година постало познато по градњи Пељешког моста јер ће кроз Бријесту бити спојен пут који ће мостом водити на другу обалу Малостонског залива до места Комарна на копненом делу Хрватске. Градња моста увелико ће допринети привредном развоју Бријесте.

## Историја
До територијалне реорганизације у Хрватској налазила се у саставу старе општине Дубровник.

## Становништво
На попису становништва 2011. године, Бријеста је имала 58 становника.
| Број становника по пописима | Број становника по пописима | Број становника по пописима | Број становника по пописима | Број становника по пописима | Број становника по пописима | Број становника по пописима | Број становника по пописима | Број становника по пописима | Број становника по пописима | Број становника по пописима | Број становника по пописима | Број становника по пописима | Број становника по пописима | Број становника по пописима | Број становника по пописима |
| --------------------------- | --------------------------- | --------------------------- | --------------------------- | --------------------------- | --------------------------- | --------------------------- | --------------------------- | --------------------------- | --------------------------- | --------------------------- | --------------------------- | --------------------------- | --------------------------- | --------------------------- | --------------------------- |
| 1857                        | 1869                        | 1880                        | 1890                        | 1900                        | 1910                        | 1921                        | 1931                        | 1948                        | 1953                        | 1961                        | 1971                        | 1981                        | 1991                        | 2001                        | 2011                        |
| 162                         | 183                         | 203                         | 216                         | 259                         | 262                         | 232                         | 214                         | 224                         | 220                         | 195                         | 155                         | 127                         | 130                         | 78                          | 58                          |

### Попис1991.
На попису становништва 1991. године, насељено место Бријеста је имало 130 становника, следећег националног састава:
| Попис 1991.‍ | Попис 1991.‍ | Попис 1991.‍ | Попис 1991.‍ | Попис 1991.‍ |
| ----------- | ----------- | ----------- | ----------- | ----------- |
|             |             |             |             |             |
| Хрвати      | Хрвати      |             | 126         | 96,92%      |
| непознато   | непознато   |             | 4           | 3,07%       |
| укупно: 130 |             |             |             |             |